# Kecamatan Penjaringan
Kecamatan Penjaringan är ett distrikt i Indonesien.   Det ligger i provinsen Jakarta, i den västra delen av landet, 13 km nordväst om huvudstaden Jakarta.